# Zukunft.Schleswig-Holstein
Zukunft.Schleswig-Holstein (Kurzbezeichnung: Zukunft. oder Z.) ist eine 2017 auf Sylt gegründete deutsche Regionalpartei. Die Kleinpartei ging aus einem gescheiterten Bürgerbegehren zur Sicherung der medizinischen Grundversorgung im Kreis Nordfriesland hervor. So lag der Fokus der Partei bei der Gründung im Bereich der Gesundheitspolitik, weitete sich im Laufe der Zeit auf breitere Themengebiete, u. a. Sozialpolitik und den Ausbau vor allem ländlicher Infrastrukturen aus.
Nach eigenen Angaben hat die Partei 122 Mitglieder. Landesvorsitzender ist Lasse Lorenzen.
Zukunft. trat zu den Landtagswahlen in Schleswig-Holstein in den Jahren 2017 und 2022 an. Seit 2018 ist die Partei mit einem Sitz im Kreistag des Kreises Nordfriesland vertreten. In der Gemeindevertretung in Wenningstedt-Braderup und der Gemeinde Sylt ist die Partei ebenfalls vertreten.

## Parteiprogramm
Die Partei sieht es nach eigenen Angaben als oberste Aufgabe der Landespolitik, die Menschen in Schleswig-Holstein „gleichmäßig mit Infrastruktur und Wohnraum in öffentlicher Hand zu versorgen“. In ihrem Wahlprogramm zur Landtagswahl in Schleswig-Holstein konzentrierte sich die Partei daher vor allem auf den ländlichen Raum.
Hier sollen medizinische Einrichtungen aller Art von jedem Ort in Schleswig-Holstein aus innerhalb von 15 Minuten erreichbar sein. Um dies zu erreichen, fordert Z., dass Krankenhäuser und Einrichtungen zur Grundversorgung der Bevölkerung in die öffentliche Hand gelegt werden. Der öffentliche Personennahverkehr soll langfristig kostenfrei werden.
Um dem Wohnraummangel entgegenzusteuern, möchte Z. eine landesweite Wohnungsbaugesellschaft einrichten und die Kommunalisierung großer Immobilienkonzerne bewirken. Langfristig plant die Partei, Kinderbetreuung und Schule kostenfrei zu gestalten.
Zukunft. möchte den Gemeinden mehr Entscheidungsgewalt über die Nutzung ihrer Flächen gewähren. So sollen diese selbst über den Ausbau von Windkraftanlagen und touristischen Einrichtungen sowie beim Naturschutz entscheiden dürfen. Gesetze und Verordnungen sind ihrer Meinung nach deutlich zu entbürokratisieren.
Die Partei setzt sich für mehr Klima- und Umweltschutz ein. Daher spricht sich Z. gegen fossile Brennstoffe in der Energieversorgung aus und ist auch gegen den Bau eines Flüssigerdgasterminals in Brunsbüttel. Für eine nachhaltige Energieversorgung setzt Zukunft. auf den Ausbau von Wind- und Wasserstoffenergie und auf die Erforschung neuer Technologien zum Umweltschutz.

## Einordnung in das Parteienspektrum
Inhaltlich hat die Partei Überschneidungen mit sehr verschiedenen Parteien. Bislang war Zukunft. auf kommunaler Ebene an keiner Regierung beteiligt, so dass bisher auch keine bevorzugten Koalitionspartner festzustellen sind. Es bestehen ebenfalls keine Fraktionsgemeinschaften. Die Forderungen des Wahlprogramms weisen Überschneidungen mit denen der SPD, der Grünen und des SSW auf.